# 1–3 New Bridge Street

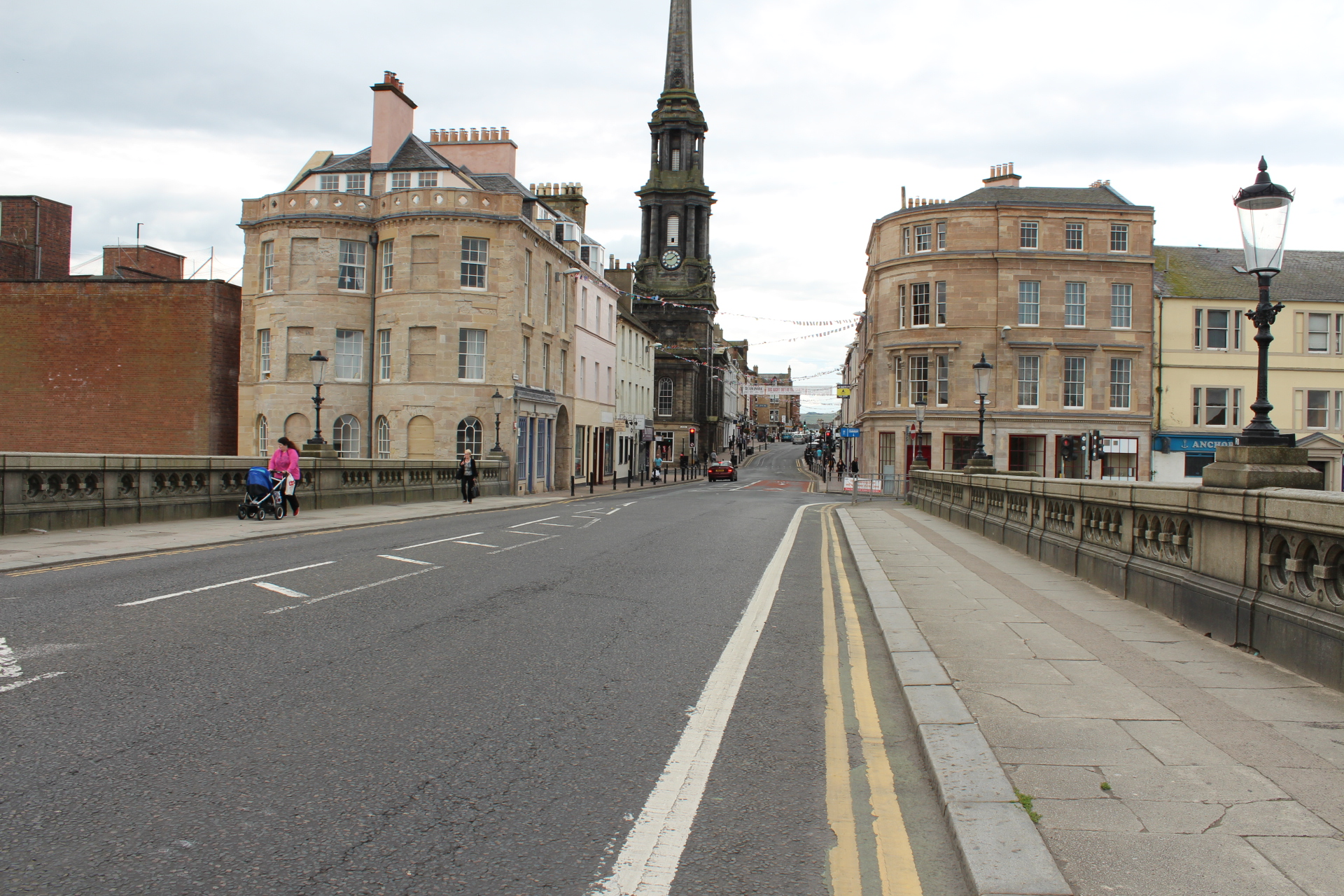
1–3 New Bridge Street ist das erste Gebäude am linken Brückenende

Unter der Adresse 1–3 New Bridge Street in der schottischen Stadt Ayr in der Council Area South Ayrshire befindet sich ein Wohn- und Geschäftsgebäude. 1971 wurde es in die schottischen Denkmallisten in der höchsten Kategorie A aufgenommen.

## Beschreibung
Das dreistöckige Gebäude liegt am Beginn der New Bridge Street im Stadtzentrum am Südufer des River Ayr direkt neben der Ayr New Bridge. Als Architekt entwarf Alexander Stevens das Gebäude und bewohnte es selbst. Stevens plante auch die erste Ayr New Bridge (1879 durch einen Neubau ersetzt) und erhielt durch den Stadtrat die Genehmigung ein Wohngebäude zu errichten, welches die Architektur der Brücke unterstreichen sollte. Einzig wurde ein Torweg gefordert, um einen Zugang zu einem dahinterliegenden Hotel zu bieten.
Der Eingangsbereich des 1787 fertiggestellten Bauwerks befindet sich an der Nordwestseite direkt an der New Bridge Street (A719), einer der Hauptverkehrsstraßen der Stadt. Ebenerdig sind zwei kleine Ladengeschäfte eingerichtet. Die beiden hölzernen Eingangstüren sind mit dekorativen Kämpferfenstern gestaltet. Blendpfeiler trennen die Türen und Schaufenster voneinander ab. Sie tragen einen schlichten Architrav. Rechts befindet sich ein Torweg, der auf den Innenhof führt. Die Obergeschosse sind drei Achsen weit und mit Sprossenfenstern ausgestattet. Im ersten Obergeschoss sind diese durch Kragsteine und Gesimse bekrönt. Rechts tritt eine Dachgaube mit Drillingsfenster hervor.
An der flussseitigen Fassade treten zwei segmentbogenförmige Ausbuchtungen mit jeweils drei Sprossenfenstern je Geschoss hervor. Ebenerdig sind hierbei Rundbogenfenster verbaut. Auf den Ausbuchtungen sind Balkone eingerichtet, die mit einer Balustrade mit Vierpässen gestaltet sind. In die mit grauem Schiefer gedeckten Dächer sind Dachfenster verbaut. Firstständig ragt ein markanter Kamin auf.